# Gymnasium Buxtehude Süd
Das Gymnasium Buxtehude Süd ist ein Gymnasium in der Hansestadt Buxtehude im niedersächsischen Landkreis Stade. Neben der Realschule Süd und der Hauptschule Süd ist es Teil des Schulzentrum Süd Buxtehude. Die über 1000 Schülerinnen und Schüler kommen aus dem Einzugsgebiet von Buxtehudes Süden, über Hedendorf, Neukloster, Apensen, Beckdorf bis nach Ovelgönne. Ursprünglich besaß die Schule nur eine Sekundarstufe I, die Einführung der Oberstufe erfolgte im Schuljahr 2005/06, nachdem bereits 2004/05 der sportbetonte Ganztagszweig eingeführt worden war. Seit Sommer 2010 ist das Gymnasium Buxtehude Süd offene Ganztagsschule. Den erstmals 2011 vergebenen Preis der landesbesten Schule Niedersachsens im Geschichtswettbewerb des Bundespräsidenten erhielt das Gymnasium Buxtehude Süd. Seit 2012 darf sich das Gymnasium zudem Europaschule nennen.

## Schulpartnerschaften
Seit dem Schuljahr 2005/2006 besteht ein Austausch mit der polnischen Stadt Tarnowskie Góry. Des Weiteren ist eine Schulpartnerschaft mit dem Lycée Saint-Exupéry (Frankreich) sowie mit dem St. Mary’s College (England) eingegangen worden. Zudem fand im Jahr 2015 ein Schüleraustausch mit Schülern aus Kolumbien statt und die Schule unterstützt, insbesondere bei guten Leistungen, den Aufenthalt von Schülern im Ausland.

## Zustand der Schule
Seit der Abschaffung der Orientierungsstufe in Niedersachsen im Jahr 2004 und dem damit zusammenhängenden Umzug einiger Schulen innerhalb des Schulzentrums Süd ist die Hansestadt Buxtehude dabei, das Gebäude des Gymnasiums am Torfweg 36 zu renovieren. Der Verwaltungstrakt, ein Großteil des Erdgeschosses sowie die „alten“ naturwissenschaftlichen Räume und die allgemeinen Unterrichtsräume im 2. Obergeschoss wurden bereits saniert. Die Renovierung der Räume im 1. Obergeschoss wurde zum Ende des Schuljahres 2008/09 fertiggestellt. Für die restliche Renovierung des Erdgeschosses werden zurzeit Pläne erarbeitet; sie betreffen vor allem das Forum Süd (auch für außerschulische Veranstaltungen genutzt), das zurzeit in einem schlechten Zustand ist, und die benachbarten Musikräume. Zum Schuljahr 2006/07 wurde der Anbau mit allgemeinen Unterrichtsräumen im Ober- und Physikräumen im Untergeschoss im Zuge der Erweiterung um die Oberstufe übergeben. Da die Schule steigende Schülerzahlen verzeichnet, reichen die Räume im Hauptgebäude teilweise nicht mehr aus. Deshalb werden einige Klassen und Oberstufenkurse im Gebäude der benachbarten Hauptschule oder in einem der für diesen Zweck errichteten Containergebäuden mit vier Klassenräumen  unterrichtet.

## Sprachenfolge
Weiterführung der Fremdsprache Englisch (meist schon in der Grundschule begonnen).
In der 6. Klasse findet anschließend die Wahl zwischen Französisch, Latein und/oder Spanisch.
In der 7. Klasse besteht die Möglichkeit, wahlfrei zusätzlich Französisch oder Latein zu belegen.
Im Jahrgang 10 kann seit 2008 Spanisch neu begonnen werden.

## Oberstufe
Nachdem Eltern-, Lehrer- und Schülerschaft sich viele Jahre für die Einrichtung einer eigenen gymnasialen Oberstufe am Schulzentrum Süd engagiert haben, hat diese 2005 mit 70 Schülern den Schulbetrieb aufnehmen können. Ein Neubau, der durch die Erweiterung nötig geworden war, konnte im Oktober 2006 bezogen werden. Der Erweiterungsbau beherbergt neben neuen Physikräumen im Erdgeschoss auch mehrere Gruppen- und allgemeine Unterrichtsräume im ersten Stock.
Das Gymnasium Buxtehude Süd kann seit dem Schuljahr 2007/08 alle fünf Schwerpunktprofile anbieten: den sprachlichen, den naturwissenschaftlichen, den gesellschaftswissenschaftlichen, den musisch-künstlerischen und den sportlichen Schwerpunkt.
In den Fächern Sport, Informatik und Latein gibt es in den Jahrgängen elf bis dreizehn eine Kooperation mit der Halepaghen-Schule, sodass Schüler für bestimmte Unterrichtsfächer in das entsprechend andere Schulgebäude wechseln.

## Besondere Fächerangebote
Am Gymnasium Buxtehude Süd werden als besondere Fächer Spanisch, Informatik sowie Darstellendes Spiel angeboten.
Außergewöhnlich ist auch der sportbetonte Ganztagsschulzweig der Schule. Schüler, die diesen Zweig besuchen, haben in der Woche zusätzliche Sportstunden, entweder mit dem Schwerpunkt Handball oder mit dem Schwerpunkt Leichtathletik.
Das Gymnasium Buxtehude Süd gehört zu den wenigen Gymnasien, die alle fünf Schwerpunkte in der Qualifikationsstufe anbieten. Des Weiteren wird (bei entsprechend guter Leistung) ab Klasse 7 bilingualer Unterricht in den Fächern Erdkunde, Biologie und Sport angeboten.

## Leitbild
Auf einer schulinternen Fortbildung im Schuljahr 2006/07 haben Lehrer, Schüler und Eltern ein Leitbild für die Schule entworfen. Seit der Verabschiedung durch die Gesamtkonferenz steht die Schule unter dem Motto „Gymnasium Buxtehude Süd – Schule in Bewegung“. Das Leitbild ist zudem Bestandteil des 2012 verabschiedeten Schulprogramms, das die Vielfalt des Schullebens dokumentiert.

## Arbeitsgemeinschaften
Am Gymnasium Buxtehude Süd gibt es die folgenden Arbeitsgemeinschaften:
| - Bundeswettbewerb Fremdsprachen - Astronomie - Basketball - Big-Band - Cambridge - Chor - DELE - DELF - Erinnern und Gedenken - Handarbeiten - Jugend Forscht/Physik | - Kanu - Kunst - Musical - Orchester (Bläser) - Schach - Schreibwerkstatt / Kreatives Schreiben - Schülerzeitung - Schulgarten - Schulgestaltung - Schulsanitätsdienst - Technikteam |  |

## Schülerzeitung „Blaugemacht“
Die Schülerzeitung „Blaugemacht“, die bis 2009 „In&Out“ hieß, wurde drei- bis viermal im Jahr herausgegeben. Sie enthielt nicht nur Artikel über das Schulleben, sondern auch zu überregionalen Themen. Zusätzlich beschäftigte sich die Zeitung auch mit politischen und gesellschaftlichen Themen. Lange Zeit wurden keine weiteren Ausgaben veröffentlicht, bis sie 2019 aufgrund von mangelndem Interesse mit der Schreibwerkstatt AG zusammengelegt wurde.